# Novo Aripuanã Airport
Novo Aripuanã Airport är en flygplats i Brasilien.   Den ligger i kommunen Novo Aripuanã och delstaten Amazonas, i den centrala delen av landet, 1 800 km nordväst om huvudstaden Brasília. Novo Aripuanã Airport ligger 30 meter över havet.
Terrängen runt Novo Aripuanã Airport är platt. Trakten runt Novo Aripuanã Airport är nära nog obefolkad, med mindre än två invånare per kvadratkilometer.. Närmaste större samhälle är Novo Aripuanã, 1,7 km väster om Novo Aripuanã Airport.
Trakten runt Novo Aripuanã Airport består huvudsakligen av våtmarker.